# Ulochlaena minor
Ulochlaena minor är en fjärilsart som beskrevs av Hormuzachi och Alexinschi 1930. Ulochlaena minor ingår i släktet Ulochlaena och familjen nattflyn. Inga underarter finns listade i Catalogue of Life.